# Puerto Nariño
Prefeitura de Puerto Nariño.
Puerto Nariño é um município da Colômbia, no departamento de Amazonas.
Está localizado às margens do rio Solimões e do rio Loretoyaco, a 87 km de Letícia, a capital departamental. Em 2018 tinha 9.744 habitantes. Tem uma extensão total de 1876 km². Registra uma temperatura média de 30 ° C.
Fundado em 18 de agosto de 1961 como Puerto Espejo, nome que posteriormente foi alterado para o atual. Inicialmente teve a categoria de Corregimento departamental. Foi elevado à categoria de município em 18 de janeiro de 1984.